# 妙峰岩蕨
妙峰岩蕨（学名：Woodsia oblonga）为岩蕨科岩蕨属下的一个种。

## 扩展阅读
- 維基物種上的相關：妙峰岩蕨